# دانييلا سيليفاش
دانييلا سيليفاش (Daniela Silivaş) هي لاعبة أولمبية لرياضة الجمباز من رومانيا. شاركت في الأولمبياد الصيفي في 1988، وفازت بما مجموعه 6 ميداليات.

## الميداليات
| ذهب | فضة | برونز | المجموع |
| 3   | 2   | 1     | 6       |

## روابط خارجية
- دانييلا سيليفاش على موقع IMDb (الإنجليزية)
- دانييلا سيليفاش على موقع الاتحاد الدولي للجمباز (licence) (الإنجليزية)
- دانييلا سيليفاش على موقع الاتحاد الدولي للجمباز (biography) (الإنجليزية)
- دانييلا سيليفاش على موقع اللجنة الأولمبية الدولية (الإنجليزية)
- دانييلا سيليفاش على موقع أوليمبيديا (الإنجليزية)
- دانييلا سيليفاش على موقع اللجنة الأولمبية الرومانية (الرومانية)